# Carlos Martínez (baseball, 1982)
Pour les articles homonymes, voir Carlos Martínez et Martínez.
Carlos Martínez, né le 26 mai 1982 à Villa Vásquez dans la province de Monte Cristi en République dominicaine, est un ancien lanceur droitier de baseball.
Il évolue dans la Ligue majeure de baseball, jouant 12 matchs des Marlins de la Floride lors de la saison 2006, puis deux autres en 2007 et deux derniers en 2009. En 16 matchs au total dans le baseball majeur, tous pour les Marlins, il a une défaite, 15 retraits sur des prises, et une moyenne de points mérités de 4,11 en 15 manches et un tiers de travail comme lanceur de relève.